# Élections régionales de 2019 en Saxe
Les élections régionales de 2019 en Saxe (en allemand : Landtagswahl in Sachsen 2019) se tiennent le 1er septembre 2019, afin d'élire les 120 députés de la 7e législature du Landtag, pour un mandat de cinq ans. Du fait d'erreurs administratives dans la présentation de certains candidats, 119 députés sont finalement élus.
Le scrutin est marqué par une forte hausse de la participation ainsi qu'une nouvelle victoire de l'Union chrétienne-démocrate, qui domine la vie politique régionale depuis 1990, et une forte poussée de l'Alternative pour l'Allemagne, désormais deuxième parti du Landtag. La grande coalition sortante ayant perdu sa majorité absolue, le ministre-président Michael Kretschmer assure son maintien au pouvoir en concluant une entente avec le Parti social-démocrate et Les Verts.

## Contexte
L'Union chrétienne-démocrate (CDU) est au pouvoir en Saxe depuis l'intégration du land dans la RFA, d'abord seule jusqu'en 1999, puis au sein d'une grande coalition avec le Parti social-démocrate (SPD), entrecoupée d'une coalition noire-jaune avec le Parti libéral-démocrate (FDP) de 2009 à 2014.
Lors des élections régionales du 31 août 2014, la CDU du ministre-président Stanislaw Tillich remporte de nouveau la majorité relative avec 39,4 % des voix et 59 députés sur 126. Il confirme alors son entente avec le SPD, qui lui permet de disposer de 77 sièges au Landtag. Le parti Die Linke forme le principal groupe parlementaire de l'opposition avec 27 élus.
Après que la CDU a perdu à 0,1 point près sa position de premier parti en Saxe au profit de l'Alternative pour l'Allemagne (AfD) lors des élections fédérales du 24 septembre 2017, Stanislaw Tillich annonce son intention de démissionner au profit du secrétaire général régional du parti, Michael Kretschmer. Ce dernier est effectivement élu ministre-président par le Landtag le 13 décembre par 69 voix favorables.

## Mode de scrutin
Le Landtag est constitué de 120 députés (en allemand : Mitglied des Landtags, MdL), élus pour une législature de cinq ans au suffrage universel direct et suivant le scrutin proportionnel d'Hondt.
Chaque électeur dispose de deux voix : la première (Wahlkreisstimme) lui permet de voter pour un candidat de sa circonscription selon les modalités du scrutin uninominal majoritaire à un tour, le Land comptant un total de 60 circonscriptions ; la seconde voix (Landesstimme) lui permet de voter en faveur d'une liste de candidats présentée par un parti au niveau du Land.
Lors du dépouillement, l'intégralité des 120 sièges est répartie proportionnellement aux secondes voix entre les partis ayant remporté au moins 5 % des suffrages exprimés au niveau du Land ou deux circonscriptions. Si un parti a remporté des mandats au scrutin uninominal, ses sièges sont d'abord pourvus par ceux-ci.
Dans le cas où un parti obtient plus de mandats au scrutin uninominal que la proportionnelle ne lui en attribue, il conserve ces mandats supplémentaires et la taille du Landtag est augmentée par des mandats complémentaires distribués aux autres partis pour rétablir une composition proportionnelle aux secondes voix.

## Campagne

### Principaux partis
| Parti | Parti                                                                              | Idéologie                                                                   | Chef de file                             | Résultat en 2014           |
| ----- | ---------------------------------------------------------------------------------- | --------------------------------------------------------------------------- | ---------------------------------------- | -------------------------- |
|       | Union chrétienne-démocrate d'Allemagne Christlich Demokratische Union Deutschlands | Centre droit Démocratie chrétienne, libéral-conservatisme                   | Michael Kretschmer (Ministre-président)  | 39,4 % des voix 59 députés |
|       | Die Linke                                                                          | Extrême gauche à gauche Socialisme démocratique, anticapitalisme, populisme | Rico Gebhardt (de)                       | 18,9 % des voix 27 députés |
|       | Parti social-démocrate d'Allemagne Sozialdemokratische Partei Deutschlands         | Centre gauche Social-démocratie, troisième voie, progressisme               | Martin Dulig (Ministre de l'Économie)    | 12,4 % des voix 18 députés |
|       | Alternative pour l'Allemagne Alternative für Deutschland                           | Droite à extrême droite Euroscepticisme, national-conservatisme, populisme  | Jörg Urban (de)                          | 9,7 % des voix 14 députés  |
|       | Alliance 90 / Les Verts Bündnis 90/Die Grünen                                      | Centre gauche Écologie politique, progressisme                              | Katja Meier (de) et Wolfram Günther (de) | 7,7 % des voix 8 députés   |
|       | Parti libéral-démocrate Freie Demokratische Partei                                 | Centre à centre droit Libéralisme, social-libéralisme                       | Holger Zastrow (de)                      | 3,8 % des voix 0 député    |

### Sondages

| Institut        | Date       | CDU    | SPD    | Grünen | FDP   | Linke  | AfD    |
| --------------- | ---------- | ------ | ------ | ------ | ----- | ------ | ------ |
| Institut        | Date       |        |        |        |       |        |        |
| FGW             | 29/08/2019 | 32 %   | 8,5 %  | 11 %   | 5 %   | 14 %   | 24,5 % |
| Civey           | 28/08/2019 | 29 %   | 8,9 %  | 10,9 % | 5,7 % | 15 %   | 24,9 % |
| INSA            | 27/08/2019 | 29 %   | 8 %    | 11 %   | 5 %   | 15 %   | 25 %   |
| FGW             | 23/08/2019 | 31 %   | 9 %    | 10 %   | 5 %   | 14 %   | 25 %   |
| Infratest dimap | 22/08/2019 | 30 %   | 7 %    | 11 %   | 5 %   | 16 %   | 25 %   |
| Civey           | 20/08/2019 | 28 %   | 8,5 %  | 11,4 % | 5,5 % | 15 %   | 25,2 % |
| FB Czaplicki    | 20/08/2019 | 28 %   | 8 %    | 13 %   | 5 %   | 16 %   | 26 %   |
| INSA            | 06/08/2019 | 28 %   | 8 %    | 12 %   | 5 %   | 16 %   | 25 %   |
| Civey           | 25/07/2019 | 28 %   | 8,7 %  | 10,8 % | 5,6 % | 15 %   | 25,4 % |
| Infratest dimap | 02/07/2019 | 26 %   | 9 %    | 12 %   | 5 %   | 15 %   | 26 %   |
| FB Czaplicki    | 15/06/2019 | 24 %   | 8 %    | 14 %   | 6 %   | 15 %   | 24 %   |
| Civey           | 13/06/2019 | 29,7 % | 10,3 % | 10,6 % | 4,6 % | 16,6 % | 23,5 % |
| INSA            | 13/06/2019 | 24 %   | 7 %    | 16 %   | 6 %   | 16 %   | 25 %   |
| INSA            | 26/04/2019 | 28 %   | 10 %   | 9 %    | 6 %   | 16 %   | 26 %   |
| INSA            | 05/04/2019 | 28 %   | 9 %    | 9 %    | 6 %   | 17 %   | 25 %   |
| IM Field        | 22/03/2019 | 27 %   | 11 %   | 7 %    | 5 %   | 17 %   | 18 %   |
| INSA            | 20/12/2018 | 29 %   | 10 %   | 9 %    | 6 %   | 18 %   | 25 %   |
| IM Field        | 23/11/2018 | 29 %   | 11 %   | 8 %    | 6 %   | 17 %   | 24 %   |
| uniQma          | 07/09/2018 | 28,9 % | 11,4 % | 6,8 %  | 5,6 % | 18,6 % | 23,9 % |
| INSA            | 31/08/2018 | 28 %   | 11 %   | 7 %    | 7 %   | 18 %   | 25 %   |
| Infratest dimap | 28/08/2018 | 30 %   | 11 %   | 6 %    | 5 %   | 18 %   | 25 %   |
| INSA            | 12/06/2018 | 32 %   | 9 %    | 6 %    | 6 %   | 19 %   | 24 %   |
| IM Field        | 07/12/2017 | 33 %   | 12 %   | 4 %    | 7 %   | 18 %   | 23 %   |
| IM Field        | 31/10/2017 | 31 %   | 14 %   | 4 %    | 7 %   | 17 %   | 21 %   |
| Infratest       | 22/06/2017 | 41 %   | 10 %   | 4 %    | 5 %   | 15 %   | 21 %   |
| Infratest       | 22/11/2016 | 34 %   | 12 %   | 7 %    | -     | 16 %   | 25 %   |
| INSA            | 05/10/2016 | 37,5 % | 13 %   | 6 %    | 2 %   | 16 %   | 21,5 % |

## Résultats

### Voix et sièges
|                          |                                              |                                              |                  |                  |                  |                  |           |       |       |        |              |               |  |  |
| Partis                   | Partis                                       | Partis                                       | Circonscriptions | Circonscriptions | Circonscriptions | Circonscriptions | Liste     | Liste | Liste | Liste  | Total sièges | +/-           |  |  |
| Partis                   | Partis                                       | Partis                                       | Votes            | %                | Sièges           | +/−              | Votes     | %     | +/−   | Sièges | Total sièges | +/-           |  |  |
|                          | Union chrétienne-démocrate d'Allemagne (CDU) | Union chrétienne-démocrate d'Allemagne (CDU) | 703 006          | 32,55            | 41               | 18               | 695 560   | 32,11 | 7,30  | 4      | 45           | 14            |  |  |
|                          | Alternative pour l'Allemagne (AfD)           | Alternative pour l'Allemagne (AfD)           | 613 585          | 28,41            | 15               | 15               | 595 671   | 27,50 | 17,75 | 23     | 38           | 24            |  |  |
|                          | Die Linke (Linke)                            | Die Linke (Linke)                            | 265 871          | 12,31            | 1                | en stagnation    | 224 354   | 10,36 | 8,55  | 13     | 14           | 13            |  |  |
|                          | Alliance 90 / Les Verts (Grünen)             | Alliance 90 / Les Verts (Grünen)             | 192 489          | 8,91             | 3                | 3                | 187 015   | 8,63  | 2,90  | 9      | 12           | 4             |  |  |
|                          | Parti social-démocrate d'Allemagne (SPD)     | Parti social-démocrate d'Allemagne (SPD)     | 166 920          | 7,73             | 0                | en stagnation    | 167 289   | 7,72  | 4,64  | 10     | 10           | 8             |  |  |
|                          | Parti libéral-démocrate (FDP)                | Parti libéral-démocrate (FDP)                | 100 639          | 4,66             | 0                | en stagnation    | 97 438    | 4,50  | 0,72  | 0      | 0            | en stagnation |  |  |
|                          | Électeurs libres (FW)                        | Électeurs libres (FW)                        | 98 353           | 4,55             | 0                | en stagnation    | 72 897    | 3,36  | 1,75  | 0      | 0            | en stagnation |  |  |
|                          | Die PARTEI (DP)                              | Die PARTEI (DP)                              | 12 557           | 0,58             | 0                | en stagnation    | 33 618    | 1,55  | 0,84  | 0      | 0            | en stagnation |  |  |
|                          | Parti de protection des animaux (Tiersch.)   | Parti de protection des animaux (Tiersch.)   | -                | -                | 0                | en stagnation    | 33 476    | 1,55  | 0,41  | 0      | 0            | en stagnation |  |  |
|                          | Parti national-démocrate d'Allemagne (NPD)   | Parti national-démocrate d'Allemagne (NPD)   | -                | -                | 0                | en stagnation    | 12 947    | 0,60  | 4,35  | 0      | 0            | en stagnation |  |  |
|                          | Autres                                       | Autres                                       | 6 430            | 0,30             | 0                | en stagnation    | 46 192    | 2,13  | -     | 0      | 0            | en stagnation |  |  |
|                          |                                              |                                              |                  |                  |                  |                  |           |       |       |        |              |               |  |  |
| Votes valides            | Votes valides                                | Votes valides                                | 2 159 850        | 98,69            |                  |                  | 2 166 457 | 98,99 |       |        |              |               |  |  |
| Votes blancs et nuls     | Votes blancs et nuls                         | Votes blancs et nuls                         | 28 636           | 1,31             | 22 029           | 1,01             |           |       |       |        |              |               |  |  |
| Total                    | Total                                        | Total                                        | 2 188 486        | 100              | 60               | en stagnation    | 2 188 486 | 100   | -     | 59     | 119          | 7             |  |  |
| Abstentions              | Abstentions                                  | Abstentions                                  | 1 100 157        | 33,45            |                  |                  | 1 100 157 | 33,45 |       |        |              |               |  |  |
| Inscrits / participation | Inscrits / participation                     | Inscrits / participation                     | 3 288 643        | 66,55            | 3 288 643        | 66,55            |           |       |       |        |              |               |  |  |

### Analyse
La participation au scrutin est en très forte hausse, dépassant pour la première fois 65 % depuis 1994. La CDU reste en première position, bien qu'en recul. L'Alternative pour l'Allemagne atteint la deuxième place et fait son meilleur résultat lors d'une élection régionale. Die Linke et le SPD s'effondrent, tandis que les Grünen parviennent à récolter quelques sièges supplémentaires.
En raison d'erreurs de procédure, l'AfD n'avait pu présenter qu'une liste régionale de 30 candidats et non 120. La répartition proportionnelle accorde 39 sièges à l'AfD, 15 étant pourvus par des mandats directs. Comme sept députés de circonscription étaient également candidats sur la liste régionale, seuls 23 noms viennent compléter le groupe parlementaire. L'AfD n'obtient ainsi que 38 élus, ce qui réduit à 119 le nombre total de députés de Saxe.

#### Sociologique
| Catégorie                      | CDU  | AfD  | Linke | Grünen | SPD  | FDP |
| ------------------------------ | ---- | ---- | ----- | ------ | ---- | --- |
| Catégorie                      |      |      |       |        |      |     |
| Sexe                           |      |      |       |        |      |     |
| Hommes                         | 29 % | 33 % | 10 %  | 8 %    | 7 %  | 4 % |
| Femmes                         | 35 % | 22 % | 10 %  | 10 %   | 8 %  | 5 % |
| Âge                            |      |      |       |        |      |     |
| Moins de 30 ans                | 16 % | 21 % | 12 %  | 19 %   | 6 %  | 7 % |
| 30-44 ans                      | 25 % | 30 % | 8 %   | 12 %   | 7 %  | 4 % |
| 45-59 ans                      | 32 % | 33 % | 9 %   | 8 %    | 6 %  | 5 % |
| Plus de 60 ans                 | 42 % | 24 % | 13 %  | 4 %    | 9 %  | 4 % |
| Statut                         |      |      |       |        |      |     |
| Ouvrier                        | 30 % | 35 % | 9 %   | 5 %    | 7 %  | 4 % |
| Employé                        | 32 % | 22 % | 12 %  | 10 %   | 9 %  | 4 % |
| Fonctionnaire                  | 33 % | 24 % | 10 %  | 13 %   | 9 %  | 3 % |
| Indépendant                    | 32 % | 31 % | 7 %   | 10 %   | 5 %  | 9 % |
| Études                         |      |      |       |        |      |     |
| Hauptschulabschluss            | 42 % | 31 % | 9 %   | 3 %    | 6 %  | 3 % |
| Mittlere Reife                 | 30 % | 37 % | 9 %   | 5 %    | 6 %  | 4 % |
| Abitur (baccalauréat)          | 28 % | 23 % | 11 %  | 13 %   | 8 %  | 5 % |
| Hochschulabschluss (supérieur) | 35 % | 13 % | 14 %  | 16 %   | 10 % | 6 % |

### Conséquences
La coalition CDU-SPD ne peut plus être reconduite. Une coalition noire-rouge-verte est donc pressentie puisque Michael Kretschmer, ministre-président de Saxe et membre de la CDU, a publiquement exclu la possibilité d'une coalition avec l'AfD ou Die Linke. Le 21 octobre, la CDU, les Grünen et le SPD annoncent l'ouverture de négociations en vue de former d'ici la fin de l'année une « coalition kényane ». Le 20 décembre suivant, il est réélu ministre-président en obtenant 61 voix contre 57, mais 5 députés de la coalition votent contre lui.